# Siriella wadai
Siriella wadai är en kräftdjursart som beskrevs av Ii 1964. Siriella wadai ingår i släktet Siriella och familjen Mysidae. Inga underarter finns listade i Catalogue of Life.